# Selargius
Selargius é uma comuna italiana da região da Sardenha, em cidade metropolitana de Cagliari, com cerca de 26.721 habitantes. Estende-se por uma área de 26 km², tendo uma densidade populacional de 1028 hab/km². Faz fronteira com Cagliari, Monserrato, Quartu Sant'Elena, Quartucciu, Sestu, Settimo San Pietro.

## Demografia
| Variação demográfica do município entre 1861 e 2011                               |
|                                                                                   |
| Fonte: Istituto Nazionale di Statistica (ISTAT) - Elaboração gráfica da Wikipedia |